# Huacsou
Huacsou (egyszerűsített kínai írással: 化州) város Kínában, Kuangtung tartományban. Lakosainak száma 1 291 668 fő (2020).

## Népesség
| 2018 | 1 302 100 |
| 2020 | 1 291 668 |

## Éghajlat
Huacsou nedves szubtrópusi éghajlatú, hosszú nyárral és rövid téllel, amelyet a kelet-ázsiai monszun befolyásol. Az időjárás meleg és napos. Az éves középhőmérséklet 22,2 °C és 23,9 °C között mozog, az éves átlaghőmérséklet pedig 22,9 °C. Nyáron nedves, magas hőmérsékletű, magas páratartalmú, míg télen enyhe és viszonylag száraz. Amikor télen hideghullám érkezik, néha kemény hideg napok vannak. Huacsou bőséges csapadékkal rendelkezik, az átlagos éves csapadékmennyiség 1890 mm. De a látszólagos monszun éghajla miatt a csapadék rendkívül egyenetlen, főként a nyárra és az őszre koncentrálódik. A tájfun, a vihar és az árvíz pedig nagyon gyakori a nyár és az ősz folyamán, ami néha nagy károkat okoz a helyi lakosság életében és vagyonában. 